# Кошанов, Аманжол Кошанович
Аманжол Кошанович Кошанов (11 октября 1934, аул Алка-Агаш, Сергеевский район (ныне район Шал Акына), Северо-Казахстанская область, Казахская ССР,Республика Казахстан — 18 мая 2021) — казахстанский ученый-экономист, специалист в области теории рыночной экономики. Доктор экономических наук (1979), профессор (1983), действительный член НАН РК (с 1989), заслуженный деятель науки Республики Казахстан (1995). Лауреат Государственной премии Республики Казахстан в области науки и техники (2015).
Ведущий ученый-экономист страны в области теории рыночной экономики. Его труды по проблемам радикальной экономической реформы, преобразования отношений собственности и развития предпринимательства, системы национальных экономических интересов и экономической безопасности в условиях глобализации и региональной интеграции получили известность в стране и за рубежом.
Автор более 400 книг, 29 монографий и редактор около 100 изданий.

## Биография
Родился 11 октября 1934 года в ауле Алка-Агаш Сергеевского района (ныне район Шал акына) Северо-Казахстанской области Казахской ССР. Происходит из подрода баймбет рода атыгай племени аргын.

### Образование
- 1951—1957 — экономический факультет Московского государственного университета им. М. Ломоносова.

### Трудовая деятельность
- 1957—1959 — преподаватель Актюбинского кооперативного техникума[2].
- 1959—1995 — последовательные должности от младшего научного сотрудника до директора (с 1988 года) Института экономики Академии наук Казахской ССР (с 1991 года — Национальная академия наук Казахстана)[2].
- 1995—2010 — заведующий отделом теории рыночной экономики Института экономики Министерства образования и науки Республики Казахстан.
- с 2010 — директор центра теории социально ориентированной экономики Института экономики Министерства образования и науки Казахстана.

### Должности в Академии Наук
- 1994—2003 — академик-секретарь Отделения общественных и гуманитарных наук Национальной академии наук Казахстана.
- 1996—2003 — вице-президент Национальной академии наук Казахстана.

## Научные, литературные труды
- Формирование регионального комплекса отраслей группы Б (1988);
- Экономические основы и политика разгосударствления и приватизации собственности в Республике Казахстан (1993);
- Формирование государственного предпринимательства в Республике Казахстан в условиях смешанной экономики (2000);
- Отношения собственности н рыночной трансформации Казахстана (2003);
- Отношения собственности и функционирование индустриальных предприятий (2004).

## Учёные степени и звания
- 1965 — кандидат экономических наук.
- 1979 — доктор экономических наук.
- 1983 — член-корреспондент Академии Наук Казахской ССР.
- 1989 — академик Академии Наук Казахской ССР.

## Награды и звания
- СССР:
- 1970 — Медаль «В ознаменование 100-летия со дня рождения Владимира Ильича Ленина»
- 1976 — Медаль «За трудовое отличие»
- 1983 — Премия имени Чокана Валиханова
- 1984 — почетная грамота Верховного Совета Казахской ССР
- 1986 — Медаль «Ветеран труда»
- Казахстан:
- 1995 — почётное звание «Заслуженный деятель науки и техники Республики Казахстан»
- 1996 — почётная грамота Национальной академии наук Казахстана
- 1999 — Медаль «Астана»
- 2001 — Медаль МОН РК «За заслуги в развитии науки Республики Казахстан»
- 2004 — Орден Парасат[4].
- 2004 — Медаль МОН РК «За заслуги в развитии науки Республики Казахстан»
- 2008 — Медаль «10 лет Астане»
- 2014 — Орден «Барыс» ІІІ степени[5].
- 2015 — Лауреат Государственный премии Республики Казахстан в области науки и техники имени Аль-Фараби[6].
- Другие:
- 2004 — почётная медаль Международного Кембриджского биографического центра «Выдающийся интеллектуал XXI века»
- 2004 — звание Американского биографического института и департамента международных исследований (Нью-Йорк) «Человек года-2004»
- 2006 — медаль Американского центра (ABJ USA) «Золотая медаль для Казахстана»
- 2009 — награды Американского биографического института «Медаль свободы» и «Орден Чести»
- 2019 — Почётный гражданин города Алматы (15 сентября 2019 года)[7]
- Номинации:
- 2009 — номинирован Международной биографической ассоциацией (Кембридж, Англия) на звание «100 выдающихся ученых мира»